# Чайка, Алексей Емельянович
Алексей Емельянович Чайка (1923—1983) — полковник Советской Армии, участник Великой Отечественной войны, Герой Советского Союза (1944).

## Биография
Алексей Чайка родился 4 декабря 1923 года в селе Манжелия (ныне — Глобинский район Полтавской области Украины). В 1938 году он окончил семь классов школы, после чего работал радистом-киномехаником в Доме отдыха Московского военного округа в Крыму. В 1941 году Чайка был призван на службу в Рабоче-крестьянскую Красную Армию. С августа того же года — на фронтах Великой Отечественной войны. К сентябрю 1943 года гвардии сержант Алексей Чайка был разведчиком-корректировщиком батареи 78-го гвардейского стрелкового полка 25-й гвардейской стрелковой дивизии 6-й армии Юго-Западного фронта. Отличился во время битвы за Днепр.
Одной из сентябрьских ночей Чайка с двумя бойцами переправился через Днепр в районе села Войсковое Солонянского района Днепропетровской области и проник в немецкую траншею, в рукопашной схватке уничтожив несколько десятков вражеских солдат и офицеров, ещё нескольких взяв в плен. За первый день группа отразил 9 немецких контратак, за второй — ещё 11, что позволило ей продержаться до подхода основных сил. Когда 23 октября 1943 года советские войска перешли в контрнаступление, Чайка находился впереди основных сил и корректировал огонь артиллерии по противнику.
Указом Президиума Верховного Совета СССР от 22 февраля 1944 года за «мужество и отвагу, проявленные при форсировании Днепра и удержании плацдарма», гвардии сержант Алексей Чайка был удостоен высокого звания Героя Советского Союза с вручением ордена Ленина и медали «Золотая Звезда» за номером 2670.
В 1944 году Чайка окончил курсы младших лейтенантов.

16 января 1945 года комсомольский организатор 269 гвардейского стрелкового полка 88 гвардейской стрелковой дивизии гвардии лейтенант Чайка А.Е. в боях по прорыву вражеской обороны на плацдарме южнее Варшавы возглавил атаку стрелкового батальона, которая дала возможность полку, отрезанному вражескими танками от своих тылов и штаба дивизии, прорвать оборону противника, выйти на берег р. Пилица и форсировать её. Был представлен к званию «Дважды Героя Советского Союза». Приказом Военного Совета 8 гвардейской армии № 483/н от 17 февраля 1945 года был награжден орденом Красного Знамени.

В 1956 году окончил Военно-политическую академию. В 1964 году в звании полковника он был уволен в запас.

Проживал в Киеве, работал начальником отдела кадров объединения «Укрцентрспецавтоматика». Умер 9 августа 1983 года, похоронен на Лукьяновском военном кладбище Киева.
Был также награждён орденами Красного Знамени и Красной Звезды, рядом медалей.